# كازيرن دوسين

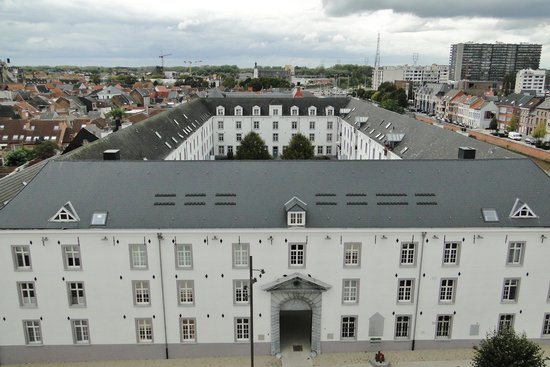
ثكنات دوسين,بمدينة ميخلن في بلجيكا

كازيرن دوسين Kazerne Dossin , الاسم الرسمي بالألمانية هو سس-ساميلاجر ميخلنSS-SammellagerMecheln , كان ثكنة للجيش البلجيلكي  بمدينة ميخلن في بلجيكا واستخدمه الاحتلال النازي لبلجيكا خلال الحرب العالمية الثانية كمخيم لتجميع وعبور اليهود والغجر إلى معسكر العمل  هيدبريك -كوسيل Heydebreck-Coselوإلى معسكرات اعتقال أوشفيتز - بيركيناو Auschwitz-Birkenau في بولندا التي كانت تحت الحكم النازي.
خلال الحرب العالمية الثانية بين 4 أغسطس 1942 و 31 يوليو 1944 غادر 28 قطارا من هذه الثكنة ورَحلت أكثر من 25000 يهودي وغجري معظمهم وصلوا إلى معسكرات الإبادة  في أوشفيتز - بيركيناو Auschwitz-Birkenau  وفي نهاية الحرب كان قد نجا 1240 شخص.
منذ عام 1996 تم افتتاح المخيم رسميا كمتحف للهولكوست وسُمي: كازيرن دوسين - ميموريال Kazerne Dossin – Memorial.

## الموقع
في صيف عام 1942 قام النازيون بالإستعدادات لترحيل اليهود من بلجيكا حيث كان يعيش 90% من اليهود البلجيكيون في مدينتي بروكسل Brussel وأنتويرب Antwerpen وكانت مدينة ميخلنMechelen التي تقع في منتصف الطريق بين المدينتين مركز عبود جيد للقطارات.
وكان المسار الذي يربط رصيف الشحن المحلي يمر على طول نهر Dijle في الطريق الدائري الداخلي للمدينة حيث كانت السكة الحديدية تمر من ثكنة عسكرية سابقة سميت كازيرن دوسينKazerne Dossin نسبة إلى الجنرال إميل دوسين دي سان جورج Émile Dossin de Saint-Georgesالذي كان قائد فرقة في الجيش البلجيكي خلال الحرب العالمية الأولى بالقرب من نهر يزرYserفي مكان يدعى سانت جورجSaint-Georges والذي سميت الثكنة العسكرية في ميخلن بإسمه تكريما له بعد وفاته عام 1936.
وقد وجد الألمان هذا الموقع مع بعض التعديلات هو موقع مثالي للعبور ضمن برنامج(إندلوسونغEndlösung) للإبادة اليهودية.

## العملية

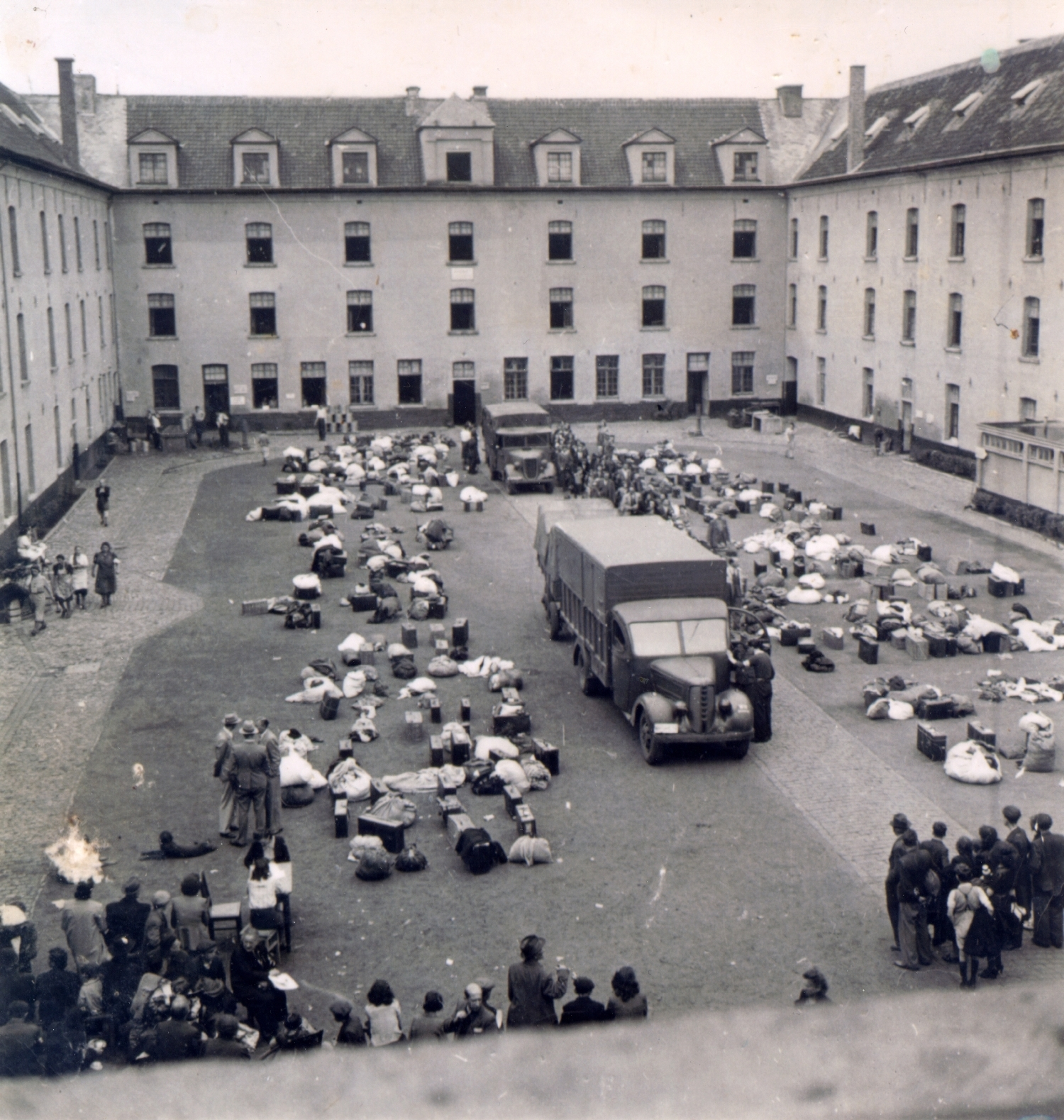
التقطت هذه الصورة صيف 1942: معسكر ميخلين المؤقت بعد وصول الأشخاص الذين تم القبض عليهم أثناء الليل.

تم تجهيز الثكنة المكونة من ثلاث طوابق والتي تحوي ساحة مربعة كبيرة بأسلاك شائكة. وكان موظفو المخيم في الغالب ألمانيين ولكن بمساعدة رجال بلجيكيين من(General SS Flanders).
وكان المعسكر رسميا تحت قيادة فيليب شميت (Philipp Schmitt) قائد معسكر السجن في بريندونك (Breendonk) وكان القائد بالنيابة عنه في ميخلن ضابط الإس إس رودولف ستيكمان (Rudolph Steckmann).
وصلت المجموعة الأولى من المهجرين إلى المخيم من أنتويرب في 27يوليو 1942. وفي الفترة ما بين أغسطس/آب وديسمبر/كانون الأول عام 1942، غادرت رحلتان إلى معسكر  أوشفيتز للإبادة حملت كل منهما حوالي 1000 يهودي. وفي الفترة ما بين 4 آب/أغسطس 1942 و 31 تموز/يوليو 1944، غادر ما مجموعه 28 قطارا من ميخلن إلى بولندا، وكان مجموع ما حملت هذه القطارات 24916 يهوديا و 351 من الغجر أُرسل معظمهم إلى معسكر أوشفيتز. ويمثل هذا الرقم أكثر من نصف اليهود البلجيكيين الذين قتلوا خلال المحرقة.
وكانت الظروف في مخيم ميخلن وحشية بشكل كبير حيث بقى العديد من الغجر مقيدين في غرف في الطابق السفلي لمدة أسابيع أو أشهر  دون طعام أو مرافق صحية. وكان لدى الغجر نسبة ضئيلة جداً للبقاء على قيد الحياة.
جدول يوضح أرقام القوافل والأعداد التي حملتها إلى معسكرات الاعتقال وأعداد الأشخاص الذين نجو بنهاية الحرب عام 1945.
ملاحظة: (الأشخاص الذين تم نقلهم من سن 15سنة  فما فوق)
| رقم القافلة | التاريخ                 | الرجال | الأولاد | النساء | الفتيات | مجموع  | الناجون في عام 1945 |
| قافلة I     | 4 أغسطس 1942            | 545    | 28      | 402    | 23      | 998    | 7                   |
| قافلةII     | 11 أغسطس 1942           | 460    | 25      | 488    | 26      | 999    | 3                   |
| قافلة III   | 15 أغسطس 1942           | 380    | 48      | 522    | 50      | 1000   | 5                   |
| قافلة IV    | 18 أغسطس 1942           | 339    | 133     | 415    | 112     | 999    | 0                   |
| قافلة V     | 25 أغسطس 1942           | 398    | 88      | 429    | 81      | 996    | 27                  |
| قافلة VI    | 29 أغسطس 1942           | 355    | 60      | 531    | 54      | 1000   | 35                  |
| القافلة VII | 1 سبتمبر 1942           | 282    | 163     | 401    | 154     | 1000   | 15                  |
| قافلة VIII  | 10 سبتمبر 1942          | 390    | 109     | 404    | 97      | 1000   | 34                  |
| قافلة IX    | 12 سبتمبر 1942          | 408    | 91      | 401    | 100     | 1000   | 30                  |
| قافلة X     | 15 سبتمبر 1942          | 406    | 132     | 413    | 97      | 1048   | 17                  |
| قافلة XI    | 26 سبتمبر 1942          | 562    | 231     | 713    | 236     | 1742   | 31                  |
| قافلة XII   | 10 أكتوبر 1942          | 310    | 135     | 423    | 131     | 999    | 28                  |
| قافلة XIII  | 10 أكتوبر 1942          | 230    | 89      | 258    | 98      | 675    | 26                  |
| قافلة XIV   | 24 أكتوبر 1942          | 325    | 111     | 438    | 121     | 995    | 15                  |
| قافلة XV    | 24 أكتوبر 1942          | 314    | 30      | 93     | 39      | 476    | 26                  |
| قافلة XVI   | 31 أكتوبر 1942          | 686    | 16      | 93     | 27      | 822    | 49                  |
| قافلة XVII  | 31 أكتوبر 1942          | 628    | 45      | 170    | 32      | 875    | 37                  |
| قافلة XVIII | 15 يناير 1943           | 361    | 104     | 416    | 65      | 946    | 4                   |
| قافلة XIX   | 15 يناير 1943           | 241    | 49      | 270    | 52      | 612    | 8                   |
| قافلة XX    | 19 أبريل 1943           | 506    | 112     | 655    | 125     | 1398   | 153                 |
| قافلة XXI   | 31 يوليو 1943           | 672    | 103     | 706    | 71      | 1552   | 42                  |
| قافلة XXIIA | 20 سبتمبر 1943          | 292    | 39      | 263    | 37      | 632    | 31                  |
| قافلة XXIIB | 20 سبتمبر 1943          | 304    | 73      | 353    | 63      | 793    | 19                  |
| قافلة XXIII | 15 يناير 1944           | 308    | 33      | 293    | 23      | 654    | 99                  |
| قافلة Z2    | 15 يناير 1944           | 85     | 91      | 101    | 74      | 351    | 15                  |
| قافلة XXIV  | 4 أبريل 1944            | 302    | 29      | 275    | 19      | 625    | 146                 |
| قافلة XXV   | 19 مايو 1944            | 236    | 20      | 230    | 21      | 507    | 134                 |
| قافلة XXVI  | 31 يوليو 1944           | 280    | 15      | 252    | 16      | 563    | 186                 |
| مجموع       | أغسطس 1942 - يوليو 1944 | 10606  | 2201    | 10,395 | 2045    | 25,257 | 1222                |

## المواجهة
نجح بعض الناس بالهروب من وسائل النقل، وخاصة من القوافل 16 و 17 التي تتألف من الرجال الذين عادوا من العمل الجبري على الحائط الأطلسي Atlantic Wall إلى بلجيكا.
وقفز معظم هؤلاء الرجال بين ميخلن والحدود الألمانية. وتم القبض على العديد منهم وسرعان ما تم نقلهم لاحقا، لكن ما مجموعه نحو 500سجين يهودي تمكنوا من الفرار من جميع وسائل النقل ال 28.
ففي 19 أبريل 1943، أوقف ثلاثة من مقاتلي المقاومة، بناء على مبادرة خاصة بهم، القافلة رقم عشرون بالقرب من محطة قطار بورتميربيك Boortmeerbeek، على بعد 10 كيلومترات جنوب شرق ميخلن تمكن 17 سجينا من الفرار.
وقد هرب المزيد من اليهود من خلال جهودهم الخاصة، هرب ما مجموعه 231 من اليهود على الرغم من أن 90 تم استعادتهم في نهاية المطاف و 26 تم إطلاق النار عليهم من قِبل الحراس المرافقين لهم.
آخر عملية نقل كانت في 31 يوليو 1944 ولكن قوات التحالف لم تتمكن من وقفها قبل الوصول إلى وجهتها. عندما اقترب الحلفاء من ميخلن بحلول 3 سبتمبر 1944، فر الألمان من معسكر دوسين، وتركوا 527 من السجناء المتبقين خلفهم. هرب بعض السجناء المتبقين من تلك الليلة، وتم الإفراج عن الآخرين فيما بعد.
وقد تركت قوائم بأسماء الأشخاص الذين تم ترحيلهم في هاسلتHasselt  خلال التراجع الألماني وتم اكتشافها في وقت لاحق.

## النصب التذكاري والمتحف

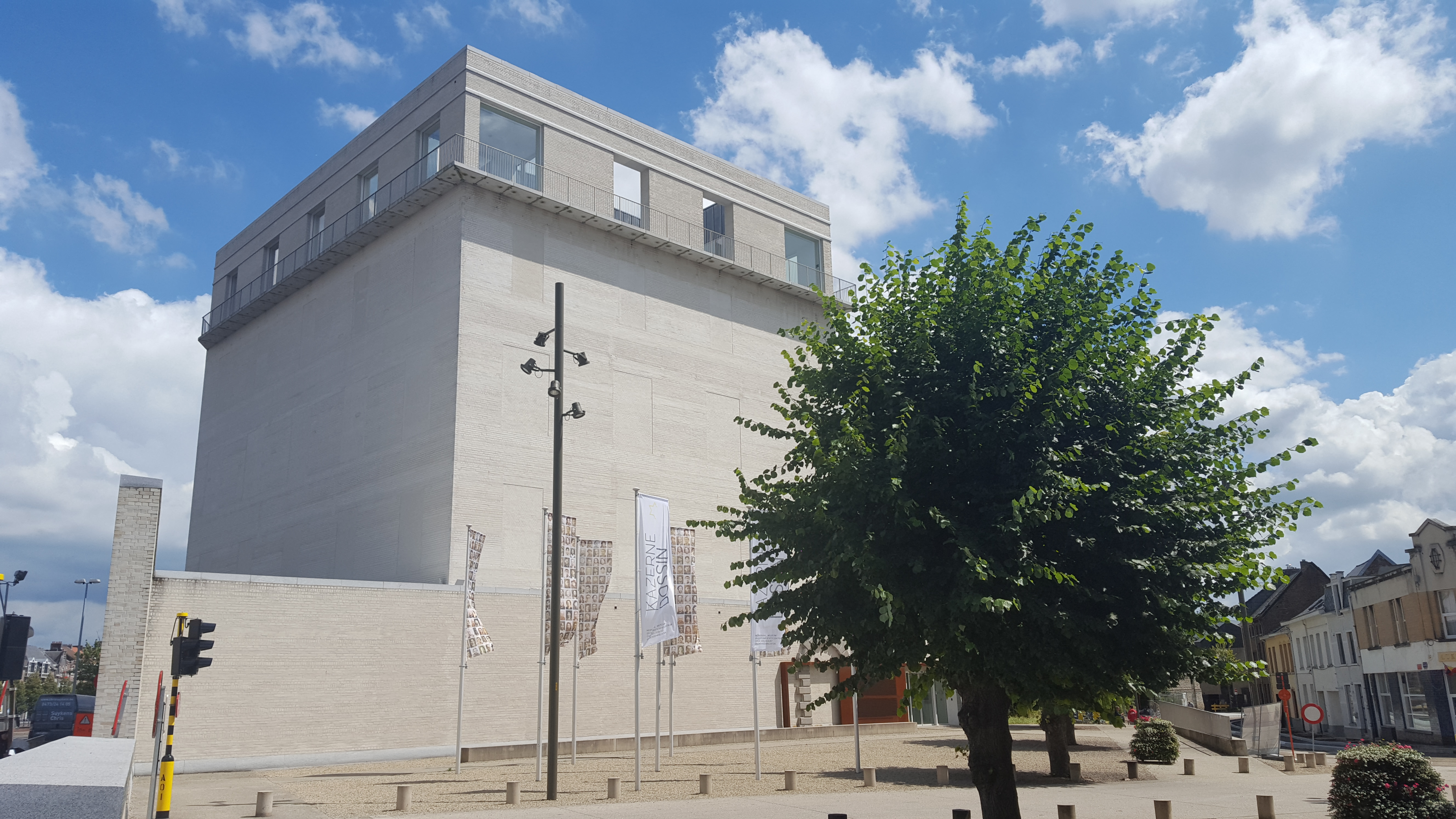
متحف كازيرن دوسين ومركز التوثيق حول المحرقة وحقوق الإنسان

تم اغلاق الثكنة في عام 1948 وتم إعادة استخدامها من قِبل الجيش البلجيكي في عام 1975وفي الثمانينات تم تحويل جزء من الثكنة لبيوت السكن الاجتماعي وبحلول عام 1996 أصبحت الثكنة موقع المتحف اليهودي للترحيل.
وفي عام 2001، قررت الحكومة الفلمنكية Flemish Government توسيع المؤسسة من خلال مجمع جديد مقابل الثكنات القديمة؛ أغلقت الأخيرة في يوليو 2011، لتصبح نصب تذكاري.  اَعيد افتتاح متحف كازيرن دوسين ومركز التوثيق حول المحرقة وحقوق الإنسان أبوابه في 26 نوفمبر 2012.